# Віртуальний колектив
Віртуа́льний колекти́в (англ. Virtual team) — це географічно-розподілена група співробітників, що працюють над одним проектом або в одній компанії. Поява віртуальних колективів стало можливим завдяки розвитку інтернет-технологій для комунікацій і спільної роботи. Першими і найвідомішими проектами, що використовують віртуальні колективи, стали проекти розробки програмного забезпечення з відкритим кодом.

## Переваги віртуальних колективів
- економія на оренді офісних приміщень;
- економія на обладнанні та іншої офісної інфраструктурі;
- можливість оптимізації числа співробітників, формально працюють в компанії;
- більш широкий вибір виконавців, не залежно від їх географічного положення;
- економія часу на поїздки в офіс;
- більше зручний режим роботи для віддалених працівників.

## Проблеми віртуальних колективів
- відсутність довіри між учасниками віртуального колективу;
- недолік самоорганізації віддалених працівників;
- неможливість контролю реальних трудовитрат на виконання завдань;
- брак мотивації і командного духу;
- невміння співробітників користуватися інструментами для спілкування та спільної роботи через інтернет.

## Інструментарій віртуальних колективів
- онлайн-системи управління завданнями і проектами;
- онлайн-файлосховища, Вікі;
- засоби зв'язку: месенджери, по для проведення теле- або відеоконференцій;
- електронна пошта;
- системи для проведення вебконференцій.

## Основні сфери, використовують віртуальні колективи
- розробка програмного забезпечення;
- розробка сайтів, вебдодатків;
- інтернет-маркетинг;
- розробка будь-яких нових продуктів;
- організація заходів;
- засоби масової інформації;
- дистрибуторські організації;
- страхові компанії.